# پیکره (موزه)

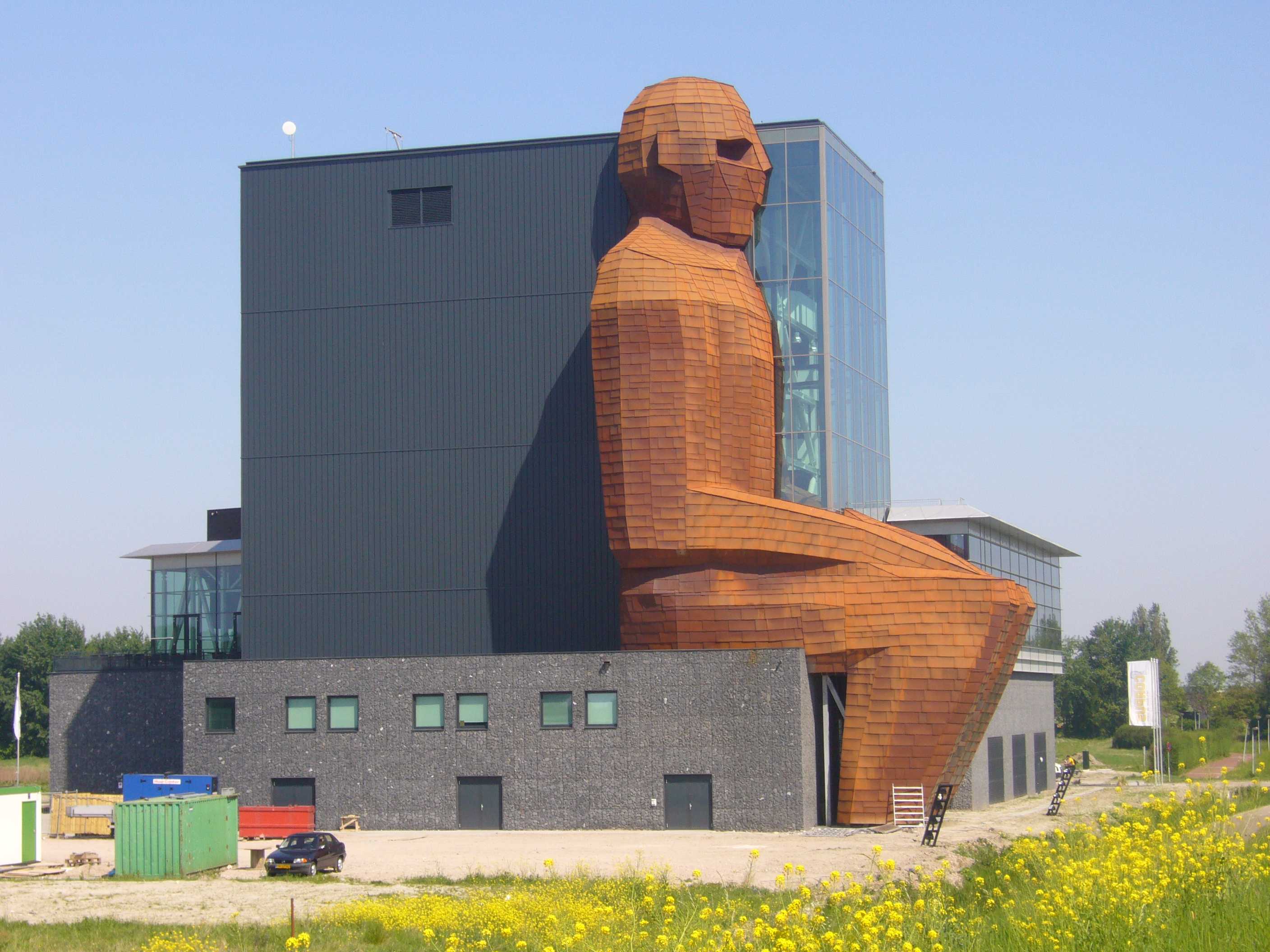
موزه

پیکره یک موزه تعاملی انسان‌شناسی واقع در نزدیکی اوخستخیست در هلند است.
با بلیطی تحت عنوان "سفری از میان بدن انسان", تجربه آموزش و سرگرمی را به‌طور همزمان برای شما فراهم می‌کند و این ویژگی با ترکیبی از مجموعه‌های دائمی و متغیر فراهم شده‌است.
پیکره در سال ۲۰۰۸ توسط ملکه بئاتریکس تأسیس شد و به عنوان اولین موزه در نوع خود مطرح شده‌است.